# 拉納克和東哈密爾頓 (英國國會選區)
拉納克和東哈密爾頓（英語：Lanark and Hamilton East），英國國會蘇格蘭一郡選區，包括南拉納克郡一部。選區設於2005年。
本區自創設以來當區議員為工黨的吉米·胡德。他在2010年大選以50.0%選票連任。